# Srečko Glivar
Srečko Glivar, slovenski kolesar in trener, * 26. avgust 1966.
Glivar je leta 1989 osvojil naslov jugoslovanskega državnega prvaka na cestni dirki, leta 1986 pa je bil tretji na državnem prvenstvu in tudi na Dirki po Jugoslaviji. Na prvi izvedbi Dirke po Sloveniji leta 1993 je osvojil drugo mesto. Od leta 2021 je športni direktor v ekipi Adria Mobil, kjer je do leta 2023 tekmoval tudi njegov sin Gal.